# Mattias Mete
Mattias Mete, född 30 maj 1987, är en svensk fotbollsspelare som är spelande tränare i Nykvarns SK.

## Klubbkarriär
Metes moderklubb är Syrianska FC. Han värvades inför säsongen 2012 av Åtvidabergs FF från Västerås SK. Han debuterade för klubben den 6 april 2012 i en 2–1-vinst över Gais. I juli 2013 lånades Mete ut till Syrianska FC för resten av säsongen 2013.
I januari 2014 blev Mete klar för Şanlıurfaspor, i turkiska andradivisionen. I juli 2014 skrev han på för Husqvarna FF för resten av säsongen 2014.
I juni 2016 återvände Mete till Syrianska FC på ett kontrakt säsongen ut. I december 2016 förlängde han kontraktet med två år. I april 2019 värvades Mete av division 2-klubben Södertälje FK, där han skrev på ett ettårskontrakt. I juli 2021 tog Mete över som tillfällig huvudtränare i tidigare klubben Syrianska FC. Under säsongen 2022 var han spelande tränare i division 5-klubben Nykvarns SK.

## Landslagskarriär
Mete har spelat 18 ungdomslandskamper för Sverige och gjort fem mål.